# Dicopomorpha
Dicopomorpha is een geslacht van vliesvleugeligen uit de familie Mymaridae. De wetenschappelijke naam van dit geslacht is voor het eerst geldig gepubliceerd in 1955 door Ogloblin.

## Soorten
Het geslacht Dicopomorpha omvat de volgende soorten:
- Dicopomorpha echmepterygis Mockford, 1997
- Dicopomorpha indica (Subba Rao, 1989)
- Dicopomorpha koreana Triapitsyn & Berezovskiy, 2003
- Dicopomorpha liaoningensis (Lou, Cao & Lou, 1999)
- Dicopomorpha macrocephala Ogloblin, 1955
- Dicopomorpha pulchricornis (Ogloblin, 1955)
- Dicopomorpha schleideni (Girault, 1912)
- Dicopomorpha stramineus (Ogloblin, 1955)
- Dicopomorpha zebra Huber, 2009